# 시티 오브 엠버: 빛의 도시를 찾아서
《시티 오브 엠버: 빛의 도시를 찾아서》(영어: City of Ember)는 2003년 잔 뒤프라우의 동명의 소설을 기반으로 한 2008년 개봉한 미국의 공상 과학 영화이다. 윌든 미디어와 플레이톤에서 제작하였고, 세스 핸쳇, 게리 고츠먼, 톰 행크스와 스티븐 쉐어시안가 프로듀서로 참여했다. 길 키넌이 감독하고, 캐롤라인 톰슨이 각본을 썼다. 이 영화는 시얼샤 로넌, 해리 트레더웨이, 빌 머레이, 마틴 랜도, 메리 케이 플레이스, 토비 존스와 팀 로빈스이 출연한다. 이 영화는 2008년 10월 10일에 극장에서 개봉되었다.
시얼샤 로넌은 2009년 IFTA 어워드(아일랜드 영화 & 텔레비전 아카데미상)에서 영화부문 최우수 여우주연상에 후보 지명되었고, 2008년 새틀라이트상에서 미술 감독의 존 빌링톤과 세트 감독 마틴 랭, 루스 마이어스는 그녀의 의상 디자인으로 의상상 후보에 올랐다.

## 출연

### 주연
- 해리 트레더웨이
- 시얼샤 로넌
- 팀 로빈스
- 빌 머레이

### 조연
- 메리 케이 플레이스
- 마틴 랜도
- 토비 존스
- 데이비드 라이얼
- 이안 매켈리니
- B.J. 호그
- 루신다 드라이젝
- 맷 제섭
- 로레인 힐턴
- 리즈 스미스
- 사이몬 컨즈
- 프랭키 맥카퍼티
- 마리안 장 밥티스트
- 히스코트 윌리엄스
- 맥켄지 크룩
- 마크 물홀랜드
- 앤 퀸즈베리

## 기타
- 미술: 마틴 레잉
- 의상: 루스 마이어스
- 배역: 리처드 힉스
- 배역: 데이빗 루빈
- 배역: 게일 스티븐스